# Age of Empires IV

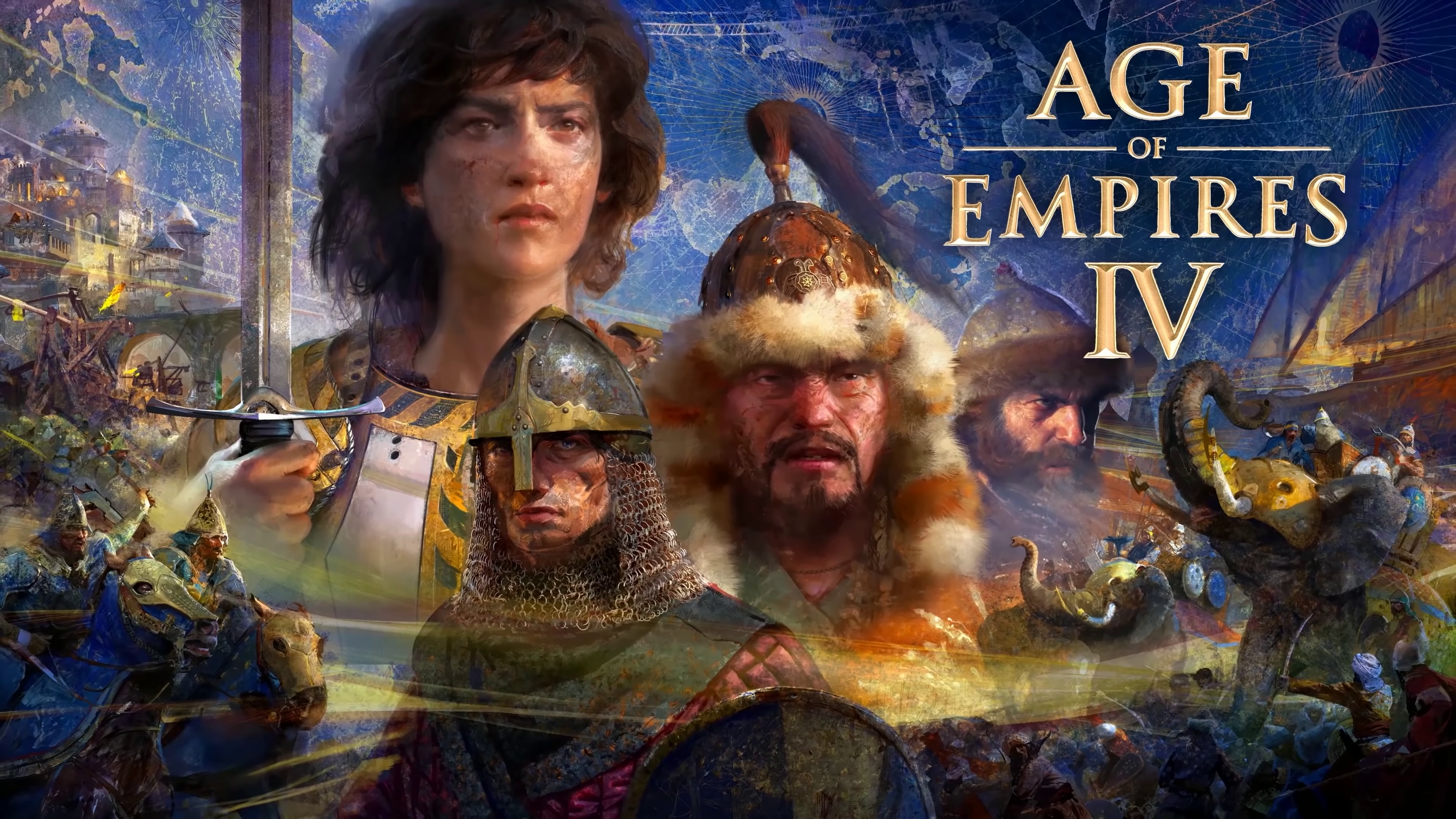
Copertina del gioco

Age of Empires IV è un videogioco di strategia in tempo reale del 2021 per PC, sviluppato da Relic Entertainment e World's Edge e pubblicato da Xbox Game Studios.
È il sequel di Age of Empires III: Age of Discovery (e delle sue relative espansioni) nella timeline principale, nonché la prima pubblicazione originale della serie dal 2005. Il gioco è stato pubblicato il 28 ottobre 2021, a quattro anni dal suo annuncio e a sedici dall'uscita del suo predecessore.

## Modalità di gioco
Il trailer mostra un gameplay ispirato a Age of Empires II, del quale è un seguito spirituale, con elementi anche del terzo capitolo. L'ambientazione è quella medievale, con otto civiltà disponibili al lancio. Torna la stessa divisione delle ere del secondo capitolo (Alto Medioevo, Età feudale, Età dei castelli, Età imperiale), mentre fra le novità vi sono quella di poter pattugliare le mura con le unità e la radicale diversificazione del gameplay per ciascuna civiltà (con qualche elemento comune come i generici soldati di base).
Il gioco dispone di 4 campagne:
- I Normanni: riguardante la conquista normanna dell'Inghilterra.
- La Guerra dei cent'anni: il conflitto combattuto tra francesi e inglesi (1337-1453).
- L'Impero Mongolo: l'espansione di uno degli imperi più vasti della storia.
- L'ascesa di Mosca: riguardante la nascita del Gran Ducato di Mosca tra altri principati Rus'.

### Civiltà
All'uscita sono disponibili 8 civiltà; tutte con tratti, abilità e unità differenti l'una dall'altra:
- I Cinesi: all'alba della loro civiltà, i cinesi hanno un vantaggio di abitanti del villaggio. Un tratto speciale della civiltà cinese è il loro sistema dinastico (dove si parte dalla dinastia Tang e si passa per quelle Song, dinastia Yuan e infine Ming): tale sistema richiede la costruzione di entrambi i Punti di Riferimento di un'epoca specifica precedente, ma offre diversi vantaggi quando attivato, come i bonus delle unità e l'accesso a edifici unici. Questa civiltà ha accesso a più unità di armi da fuoco uniche (complice anche il fatto che la Chimica è ricercata subito) e può costruire tutti gli edifici storici disponibili; gli edifici stessi sono costruiti il doppio più velocemente (eccetto quelli difensivi che si edificano il 50% più in fretta). Inoltre gli edifici economici generano un'unità d'oro quando viene raccolta una risorsa, mentre quelli militari ne generano 4 quando producono un'unità e 32 quando si ricerca una tecnologia.
- I Mongoli: i mongoli sono una civiltà nomade con la capacità di spostare i propri edifici. Hanno accesso anticipato alle unità di cavalleria e velocità garantita dagli avamposti, e iniziano con il limite massimo possibile di popolazione, una Ger (equivalente mongolo del mulino, della falegnameria e del campo di miniera) imballata, ma anche un malus di 50 legname. Costruiscono la loro economia con edifici unici; tra questi c'è l'Ovoo che, costruito su una miniera di pietra, consente miglioramenti riservati o la possibilità di creare due unità insieme pagando un prezzo aggiuntivo in pietra. Ottengono anche una tantum di oro e cibo quando danno fuoco agli edifici nemici o distruggono quelli in costruzione.
- Il Sultanato di Delhi: il nucleo del loro esercito, l'Elefante da Guerra, è un'unità da mischia in grado di infliggere danni elevati. La specialità del Sultanato di Delhi risiede nella ricerca. Il Sultanato ricerca la tecnologia senza alcun costo in risorse, ma con un investimento di tempo maggiore. Per compensare questo, il Sultanato utilizza gli studiosi, ognuno dei quali accelera la ricerca. Le unità a piedi hanno la capacità di costruire strutture difensive.
- La Dinastia Abbaside: la civiltà della dinastia abbaside è incentrata sulla loro Casa della Saggezza, che fornisce opportunità di aggiornamento uniche e funge da base per la loro meccanica dell'Età dell'Oro. Man mano che gli edifici vengono costruiti attorno alla Casa della Saggezza, il livello della loro Età dell'Oro aumenta, portando con sé aumenti di raccolta, ricerca e velocità di produzione. Uniche per la loro civiltà, la dinastia abbaside riceve arcieri su cammelli e cavalieri di cammelli, che fungono da unità di cavalleria anti-cavalleria uniche. Altra abilità unica è di costruire punti di riferimento e avanzare attraverso i secoli senza la necessità di assegnare abitanti del villaggio attivi.
- Gli Inglesi: gli inglesi hanno accesso a fattorie più economiche rispetto ad altre civiltà, con bonus di raccolta vicino ai mulini. Sono anche specializzati nella loro rete di castelli: centri cittadini, avamposti, torri e fortezze attivano un allarme quando un nemico si avvicina, spingendo le unità vicine e le strutture difensive a sparare più velocemente per un breve periodo. Le loro fortezze possono produrre tutte le unità. Il Longbowman (o Arco Lungo), arciere con gittata maggiore, è un'unità inglese speciale e un miglioramento specifico della civiltà dell'Arciere in altre civiltà.
- I Francesi: i commercianti francesi hanno la capacità unica di riportare tutte le risorse necessarie. Le cariche di cavalleria francese possono rompere le linee nemiche e infliggere danni bonus. Le unità francesi hanno anche accesso a diversi potenziamenti, che vanno dalla salute speciale ai bonus di difesa disponibili solo per alcune unità. I francesi hanno un sistema di influenza unico, in cui le unità costano meno dai poligoni di tiro con l'arco e dalle stalle intorno al mastio. Il loro centro città può produrre unità più velocemente al progredire di ogni età.
- Il Sacro Romano Impero: il Sacro Romano Impero, che qui abbraccia il periodo tra il 936 e il 1517 d.C., è una civiltà formata da una potente fanteria, con una unità di supporto religiosa, il Prelato. Le unità possono curarsi velocemente dagli attacchi, e i Lanzichenecchi hanno un devastante attacco ad area.
- I Rusiani: civiltà che sfrutta la caccia per guadagnare oro tramite le capanne da caccia costruite vicino alle foreste. Non possiedono edifici in pietra ma possono costruire fortezze e torri in legno più resistente, queste ultime delle quali possono conferire un bonus alle falegnamerie in zona. Si affidano ai loro Strelizzi, un'unità di fanteria con polvere da sparo unica che diventa più potente quanto più a lungo rimane ferma.

In concomitanza con il primo anniversario del gioco, il 24 agosto 2022 è stato annunciato il primo DLC gratuito, contenente due nuove civiltà, gli Ottomani e i Maliani; il DLC uscirà il 25 ottobre dello stesso anno.
- Gli Ottomani: questo popolo apporta enormi benefici militari con il suo Consiglio Imperiale, e possiede un unico sistema della Scuola Militare. Le unità militari ottengono un bonus di produzione, mentre nel Consiglio Imperiale è possibile nominare potenti Visir, che donano accesso a 9 tecnologie uniche; si ottiene un visir per ogni volta che si incrementa la produzione. La Scuola Militare permette invece di cambiare il modo di produrre le unità, e persino reclutare alcune di esse senza alcun costo, consentendo la comparsa di eserciti più grandi. Le loro unità uniche sono la lenta ma potentissima Grande Bombarda, il Mehter, un suonatore di tamburo a cavallo che migliora le statistiche degli alleati, il giannizzero e il cavalleggero Sipahi.
- I Maliani: si concentrano sull'economia, e in battaglia si affidano alle loro tattiche mordi e fuggi con le loro unità di fanteria uniche. Sono in grado di costruire Miniere a Pozzo sui depositi d'oro per generare automaticamente tale risorsa, da investire nella loro unica fonte di Bestiame. Le loro unità speciali sono la guerriera Musofadi, abile nelle imboscate, il lanciatore di giavellotti, che agisce come balestriere e ha un maggior raggio degli arcieri, e il Donso, abile contro la cavalleria e in grado di lanciare giavellotti.

## Sviluppo
Lo sviluppo del gioco è iniziato nel 2006 da Ensemble Studios, la stessa azienda che aveva prodotto i primi tre capitoli della saga. Inizialmente il quarto capitolo doveva essere ambientato nell'era contemporanea (dal 1750 ai giorni nostri), con particolare focalizzazione sulle due guerre mondiali, e avrebbe dovuto essere seguito da un quinto capitolo, ambientato in un futuro imprecisato. Tuttavia nel 2009 Ensemble Studios ha chiuso i battenti, e lo sviluppo si è interrotto. Dopo la pubblicazione da parte di una nuova casa sviluppatrice, due anni dopo, di Age of Empires Online, spin-off della saga che riprende elementi dei precedenti capitoli (come le civiltà e il gameplay), la serie si interrompe.
Il 21 agosto 2017 Microsoft annuncia che è ripreso lo sviluppo di Age of Empires IV, a undici anni di distanza, e che è stato creato uno studio per l'esclusiva lavorazione dei futuri capitoli della saga, World's Edge. Contestualmente, l'azienda Relic Entertainment annuncia che le è stato affidato lo sviluppo del gioco da parte di Microsoft, dopo che gli sviluppatori di Forgotten Empires avevano pubblicato nel 2013 una versione in alta definizione del secondo capitolo della saga insieme a espansioni inedite, e avevano annunciato nel giugno 2017 lo sviluppo della versione rimasterizzata del primo capitolo.
Due anni dopo l'annuncio, il 14 novembre 2019 viene pubblicato un secondo trailer che mostra un minuto di gameplay in fase pre-alpha.
Il 10 aprile 2021 viene mostrato un secondo video di gameplay, che rivela il periodo di uscita del gioco nell'autunno. Il 13 giugno successivo un terzo trailer specifica il giorno di uscita (28 ottobre).